# 張楚勇
張楚勇（英語：Cheung Chor Yung，1958年6月14日—）香港學者，曾任香港城市大學公共政策學系高級特任講師、香港城市大學社會科學學部副主任及高級講師。香港城市大學公共政策學系高級特任講師（Senior Teaching Fellow，2007年8月起）。香港城市大學學生宿舍校友樂禮堂之舍監，2022年7月退休後，移居至倫敦。

## 背景
張楚勇在香港出生，祖籍江蘇省上海市南匯縣，母親為潮州人，家有一名胞妹。他約於1963年遷入深水埗蘇屋邨牡丹樓居住，後來再在中五畢業之後遷往百合樓（現已搬離）。其父親仍然在上址居住。此前，張楚勇一家居住在長沙灣福榮街的一幢唐樓內。
他於1970年畢業於蘇屋北官立小學上午校，1975年畢業於長沙灣天主教英文中學後到何明華會督銀禧中學升讀預科至1977年畢業。張楚勇在1980年完成香港大學文學士課程（二級榮譽乙等），往後修讀香港中文大學哲學碩士以及英國赫爾大學哲學博士學位。
他曾兩次任職政府的政務主任。他於1996年加入香港電台電視部，次年主持《校際時事及學術常識問答比賽》，後來於2000年將賽事改革為《校際時事學術常識及資訊科技問答比賽》、《全港中學校際問答比賽》至2003年。另外張曾於香港商業電台主持節目在晴朗的一天出發，以及陳家洛一同在香港有線電視財經資訊台主持節目《國際360》。

### 主持風格
雖然其立場為親泛民主派，但他主持節目時甚少對受訪問的人有所質疑，主持節目風格和以往深受喜愛的鄭經翰大有不同，故並不受泛民主派聽眾歡迎。